# آناترا آناسال
آناترا آناسال (به انگلیسی: Anatra_DS) یک هواگرد ملخ‌پیشین تک‌موتوره از نوع شناسایی ساخت شرکت Anatra است. هواگرد Anasal نخستین پروازش را در ۱۶ ژوئیه ۱۹۱۶ میلادی انجام داد. در مجموع، تعداد some 184 فروند از این هواگرد ساخته شده‌است.
طراح این هواگرد، Elysée Alfred Descamps بود.